# Georg Friedrich Ferdinand van Pruisen

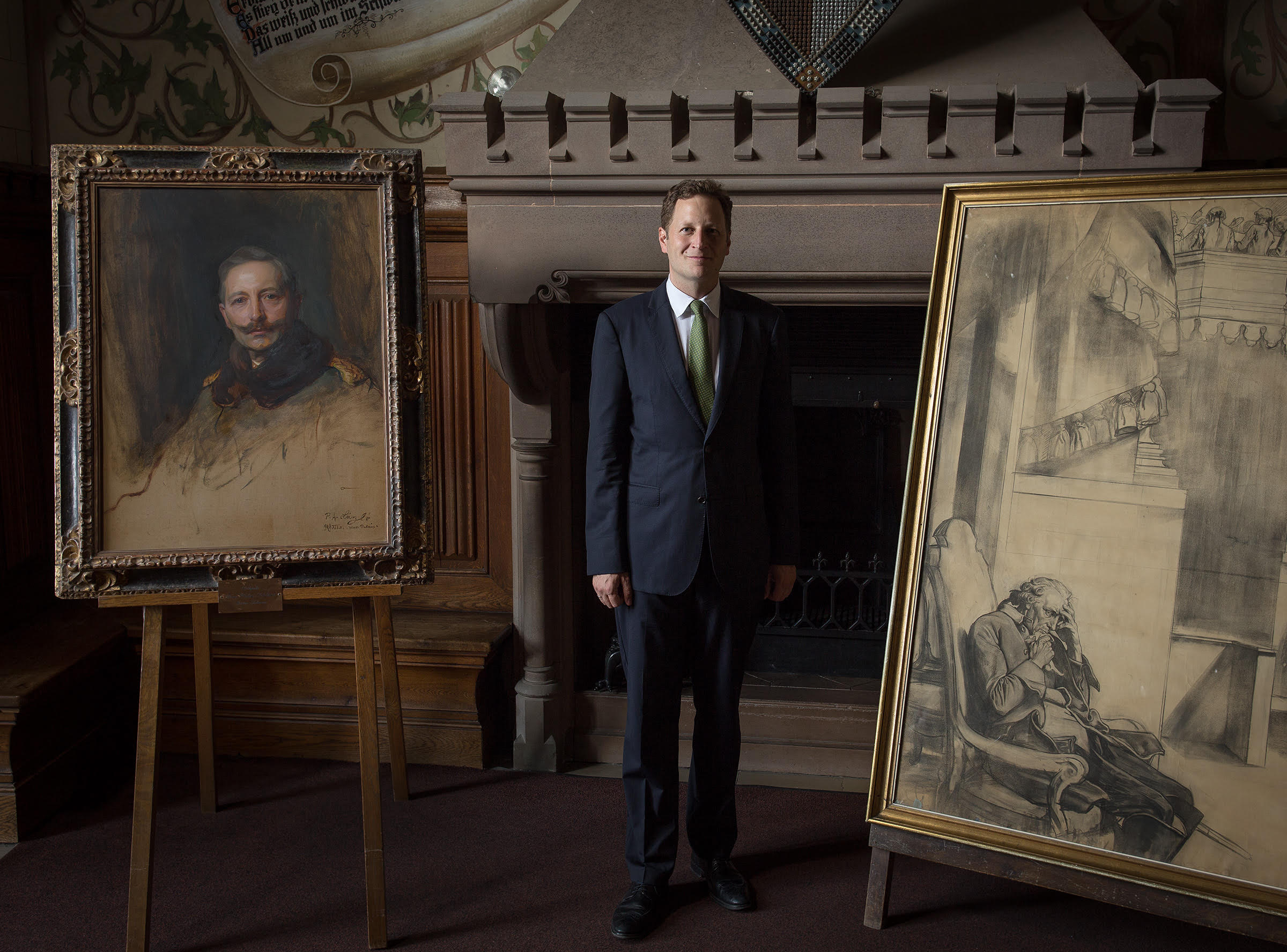
Georg Friedrich Prins van Pruisen gefotografeerd door Oliver Mark op Burg Hohenzollern (2018)

Georg Friedrich Ferdinand Prinz von Preußen (Bremen, 10 juni 1976) is het huidige hoofd van de Pruisische tak van het Huis Hohenzollern. Als zodanig had hij in theorie recht op de troon van het, sinds 1918 opgeheven, Duitse keizerrijk en is hij tevens een van de rechthebbenden op de titel Prins van Oranje.

## Familie
Georg Friedrich is de zoon van Louis Ferdinand van Pruisen (1944-1977) en Donata zu Castell-Rüdenhausen. Kroonprins Wilhelm von Preußen, de zoon van de laatste Duitse keizer Wilhelm II, was zijn overgrootvader. Kort na Georg Friedrichs eerste verjaardag kwam zijn vader om het leven bij een legeroefening. Zijn zuster Cornelie-Cécile van Pruisen werd een halfjaar na diens overlijden geboren.
Door de vroege dood van zijn vader werd in de erfopvolging van het Huis Hohenzollern een generatie overgeslagen: Georg Friedrich werd door zijn grootvader prins Louis Ferdinand sr. (1907-1994) tot opvolger benoemd. Hij groeide op in Fischerhude bij Bremen, de woonplaats van zijn ouders, en ging naar het gymnasium in Bremen en Oldenburg en daarna naar het Glenalmond College bij Aberdeen in Schotland waar hij examen deed. In deze tijd stierf zijn grootvader (25 september 1994), waardoor Georg Friedrich het nieuwe familiehoofd werd.

### Huwelijk en gezin

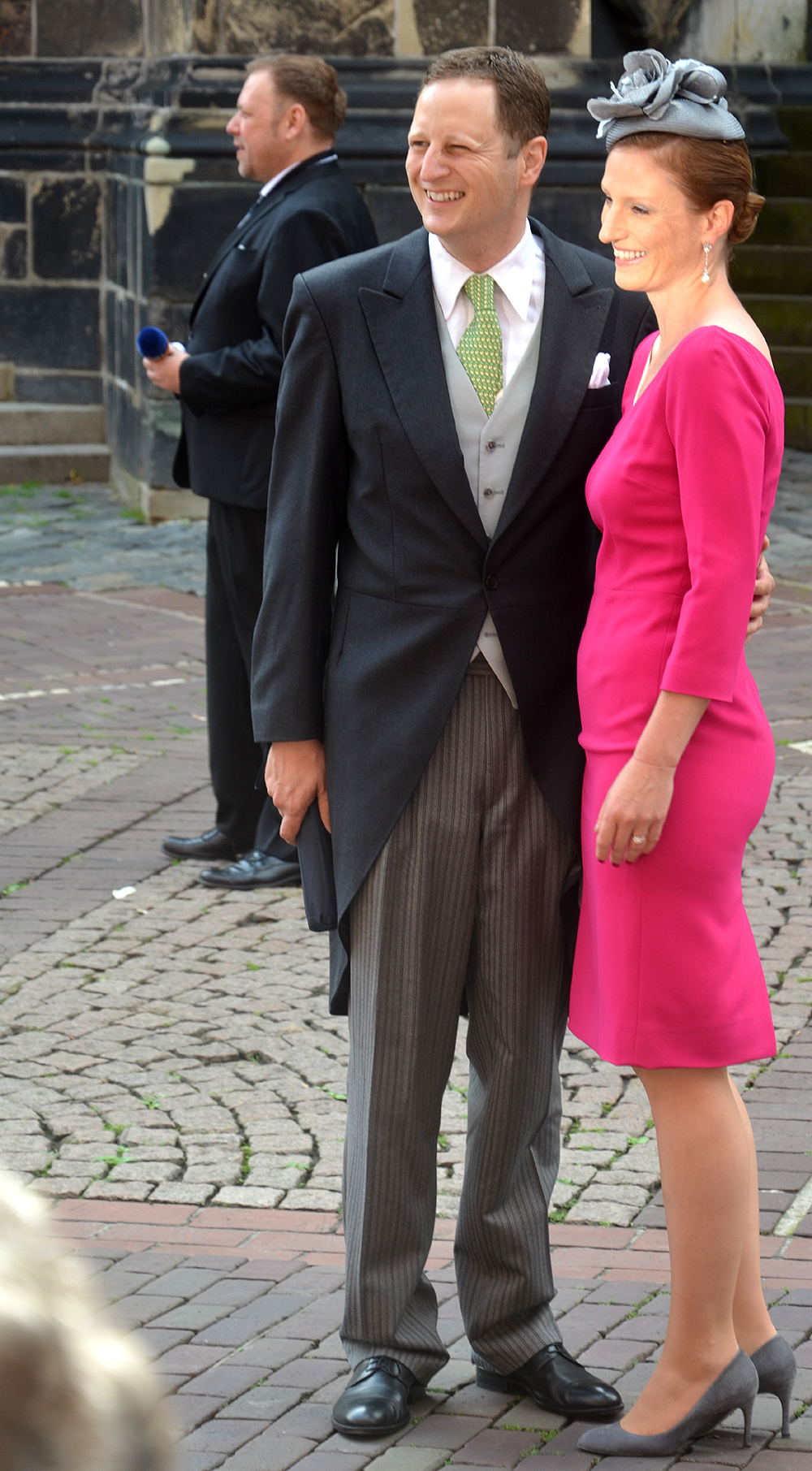
Prins Georg Friedrich en zijn echtgenote prinses Sophie (2017)

Op 21 januari 2011 maakte Georg Friedrich zijn verloving met Sophie prinses von Isenburg bekend, dochter van Franz Alexander Fürst von Isenburg. Het burgerlijk huwelijk vond plaats op 25 augustus 2011 en het kerkelijk huwelijk twee dagen later in de Friedenskirche in Potsdam.
Het echtpaar heeft vier kinderen:
- Carl Friedrich Franz Alexander (20 januari 2013)
- Louis Ferdinand Christian Albrecht (20 januari 2013)
- Emma Marie Charlotte Sophie (2 april 2015)
- Heinrich Albert Johann Georg (17 november 2016)

## Privé
Na twee jaar militaire dienst ging hij bedrijfswetenschappen studeren in Freiberg (Saksen) en liep stage bij diverse softwarebedrijven. De zes maanden die hij hiervoor in Quito (Ecuador) verbleef, waren de basis voor zijn voorliefde voor Zuid-Amerika en de Spaanse taal.
Zijn hobby's zijn geschiedenis, mountainbiken, judo, taekwondo, reizen, jagen en schieten. De herinnering aan de geschiedenis van Pruisen en het bewaren van de traditie zijn zeer belangrijk voor hem. Hij geeft veel aandacht aan de in 1954 opgerichte Prinzessin Kira von Preußen Stiftung, die voor arme kinderen vakanties organiseert op Slot Hohenzollern.
De prins eiste in 2014 Huis Doorn van de Nederlandse staat op als familiebezit, hetgeen niet werd gehonoreerd.